# Черно езеро (Канавезе)
Черното езеро (на италиански: Lago Nero, Лаго Неро) е ледниково езеро в района на Канавезе в Метрополен град Торино, регион Пиемонт, Северна Италия. То е разположено на териториите на община Монталто Дора и в по-малка степен – на община Боргофранко д'Ивреа.

## Местоположение
Районът се характеризира с наличието на още 4 ледникови езера: Сирио, Пистоно, Сан Микеле и Кампаня. Черното езеро е разположено на дъното на ледников басейн и има елипсовидна форма, като основната му ос е по посоката на течение на ледника.
То е захранвано главно от дъжд и има характерно островче в южната си част. Името му произлиза от тъмния цвят на водата, причинен от гъстата растителност, която го заобикаля.
Езерото е най-уединеното и незамърсеното от Петте езера на Ивреа, сгушено между стръмни гористи хълмове. Предвид екологичното значение на района то, заедно с езерата на Ивреа (с изключение на езерото Сан Микеле), е определено като Местообитание от интерес за Общносттта (код IT1110021). В бъдеще езерото, заедно с останалите 4 езера на Ивреа, ще бъде включено в Природния парк на Петте езера на Ивреа (Parco naturale dei Cinque Laghi di Ivrea) под ръководството на Метрополен град Торино.

## Екскурзии
Езерото е част от маршрута на Пръстените на Петте езера (Anelli dei Cinque laghi). Тръгвайки от местността Томалино (Tomalino) на Биенка (подселище на село Киаверано) по горска пътека, сред кестенови гори и лозя, езерото може да бъде заобиколено пеша или с планински велосипед за около 2 часа и половина. Придвижвайки се в посока на часовниковата стрелка се стига до надгробна плоча и след известно време – до къщата на пазача на езерото, т. нар. „Рибарска къща“ (Casa dei pescatori). По пътя се намира и блуждаеща каменна маса.
Мистериозният чар на езерото е породил доста легенди, като тези за щастливата любов на Леонора и Гуалфредо или на Троваторе и Кастелана, както и за трагичната история на Ема и Гуискардо, или разказите за местните вещици с пламтящо кутре, наречени „pé d'òca“ (букв. „гъши крака“), които някои се кълнат, че са виждали и през XX век.